# Scleroderma cyaneoperidiatum
Scleroderma cyaneoperidiatum är en svampart som beskrevs av Watling & K.P. Sims 2004. Scleroderma cyaneoperidiatum ingår i släktet Scleroderma och familjen rottryfflar.   Inga underarter finns listade i Catalogue of Life.